# Municipio de Roosevelt (Iowa)
El municipio de Roosevelt (en inglés: Roosevelt Township) es una subdivión geográfica ubicada en el condado de Pocahontas en el estado estadounidense de Iowa. Según el censo de 2020, tiene una población de 97 habitantes.
Es una subdivisión exclusivamente geográfica, por cuanto el estado de Iowa no utiliza la herramienta de los townships como Gobiernos municipales.

## Geografía
La subdivisión está ubicada en las coordenadas 42°46′49″N 94°36′54″O / 42.78028, -94.61500. Según la Oficina del Censo de los Estados Unidos, tiene una superficie de 83.94 km², correspondientes en su totalidad a tierra firme.

## Demografía
Según el censo de 2020, hay 97 personas residiendo en la zona. La densidad de población es de 1.16 hab./km². El 98.97 % de los habitantes son blancos y el 1.03 % es de una mezcla de razas. No hay hispanos o latinos viviendo en la región.